# Antonio Gordini
Antonio Gordini (Grado, 6 settembre 1919 – Grado, 11 aprile 2000) è stato un calciatore italiano, di ruolo attaccante.

## Carriera
Nel ruolo di ala destra, dopo gli esordi con la Pro Grado debuttò in Serie C nel 1937-38 con l'Ampelea Isola d'Istria; successivamente giocò con i Dipendenti Municipali La Spezia ancora in Serie C, debuttando poi in Serie B nel 1942-1943 con lo Spezia. Sempre con i liguri disputò un altro campionato di Serie B nella stagione 1946-1947, totalizzando complessivamente 46 presenze e 13 reti nella serie cadetta.
Tra le due stagioni in Serie B tornò a giocare con l'Ampelea Isola d'Istria nel Campionato Alta Italia 1944, collezionando 14 presenze e 4 reti, e nel campionato di Serie C 1945-1946. Dopo il secondo anno giocato in Serie B con la maglia dello Spezia passò alla Triestina di Nereo Rocco che arrivò seconda dietro il Grande Torino nel 1947-1948, con la quale esordì in Serie A il 28 settembre 1947 contro il Livorno e disputò 5 gare segnando 3 gol.
Dopo un'altra parentesi in Serie C con la Libertas Trieste, si trasferì per una stagione in Basilicata dove disputò il campionato interregionale di Promozione con il Matera; in occasione di quel trasferimento Gordini, d'accordo con i dirigenti lucani, portò con sé sette giovani calciatori profughi, originari della zona B del Territorio Libero di Trieste che per motivi politici si erano trasferiti nella zona A. I sette vennero ingaggiati dal Matera con un contratto complessivo di centomila lire, e molti di loro si fermarono per diversi anni nella città lucana. Tornato nella sua città natale l'anno successivo, Gordini terminò la carriera nei Dilettanti con la Gradese ed infine in IV Serie con il C.R.D.A. Monfalcone.